# 天主教阿維拉教區
天主教阿維拉教區（拉丁語：Dioecesis Abulensis）是天主教會在西班牙的一個教區。屬巴利亞多利德總教區。始於4世紀，約1100年恢復。

阿維拉教區管轄範圍圖

教區位於阿維拉省，2007年，在當地167,032人口中，有教友165,539人，佔轄區總人口99.1%、254個堂區、230名司鐸、2名執事、125名修士、494名修女。現任主教為若瑟·瑪利亞·希爾-塔馬約，榮休主教為若蘇厄·加西亞-布里約。